# 삿토
삿토(일본어: 察度, 1321년 ~ 1395년, 재위: 1350년 ~ 1395년)는 산잔 시대 츄잔왕국(中山王国)의 제1대 왕이다. 신호(神號)는 오호마모노(大真物)이다.

## 가족
- 아버지: 오쿠마 우후야(奥間大親)
- 어머니: 선녀(날개옷 설화)
- 왕비: 마나베타루(真鍋樽)
- 자녀:
  - 장남: 부네이
  - 차남: 사키야마 사토누시(崎山里主)
  - 장녀: 테니챠이지소에가나시(天茶添按司加那志)